# 中村歌之助 (4代目)
四代目 中村 歌之助（なかむら うたのすけ、2001年9月10日 - ）は日本の歌舞伎役者。本名、中村宜生（なかむら　よしお）。八代目中村芝翫の三男。
所属事務所はプントリネア。

## 人物
屋号は成駒屋。祖父は七代目中村芝翫。6歳上の長兄は四代目中村橋之助。4歳上の次兄は三代目中村福之助。従兄弟は六代目中村勘九郎、二代目中村七之助。
2004年（平成16年）9月、歌舞伎座『菊薫縁羽衣』の宿星の童子で本名である初代中村宜生を名のり初舞台。
2008年（平成20年）8月、歌舞伎座『つばくろは帰る』の小僧よし吉、9月歌舞伎座『盛綱陣屋』の小四郎、2009年（平成21年）1月国立劇場『十返りの松』の松の童、2月歌舞伎座『蘭平物狂』の繁蔵などに出演。2009年（平成21年）1月国立劇場特別賞。
2016年（平成28年）10月・11月歌舞伎座『初帆上成駒宝船』の歌彦、『祝勢揃壽連獅子』の狂言師後に仔獅子の精、『芝翫奴』の奴駒平ほかで四代目中村歌之助を襲名。

## 出演

### テレビ
- 神谷町小歌舞伎〜成駒屋三兄弟の挑戦〜（BS朝日，2023年7月22日[1][2]）